# PGC 1914
LEDA/PGC 1914 ist eine spiralförmige Radiogalaxie vom Hubble-Typ SBa im Sternbild Fische auf der Ekliptik. Sie ist schätzungsweise 200 Millionen Lichtjahre von der Milchstraße entfernt und hat einen Durchmesser von etwa 40.000 Lichtjahren. Vom Sonnensystem aus entfernt sich das Objekt mit einer errechneten Radialgeschwindigkeit von näherungsweise 4.400 Kilometern pro Sekunde. 
Sie bildet gemeinsam mit PGC 1921 das Galaxienpaar Holm 11 und mit PGC 1927 und PGC 1934 das gravitativ gebundene Galaxienquartett Hickson Compact Group HGC 2.

## Galaktisches Umfeld
| Nr. | Galaxie       | Alternativname | Rek           | Dek           | Distanz/asec |
| --- | ------------- | -------------- | ------------- | ------------- | ------------ |
| →   | LEDA/PGC 1914 | CGCG 409-026   | 00h31m18.852s | +08d28m29.35s | 0            |
| 1   | LEDA/PGC 1921 | UGC 312        | 00h31m23.91s  | +08d28m00.6s  | 79.60        |
| 2   | LEDA/PGC 1927 | UGC 314        | 00h31m29.37s  | +08d24m02.2s  | 310.34       |
| 3   | LEDA/PGC 1934 | UGC 315        | 00h31m38.32s  | +08d23m26.3s  | 419.58       |